# Temenica
Temenica es un río en Eslovenia. Es uno de los ríos más característicos que desembocan en el terreno kárstico de Eslovenia.
El nombre Temenica deriva del sustantivo común arcaico * temenica " fuente " (comparable al dialecto polaco ciemienica "fuente", checo temenec "fuente"). 

## Geografía

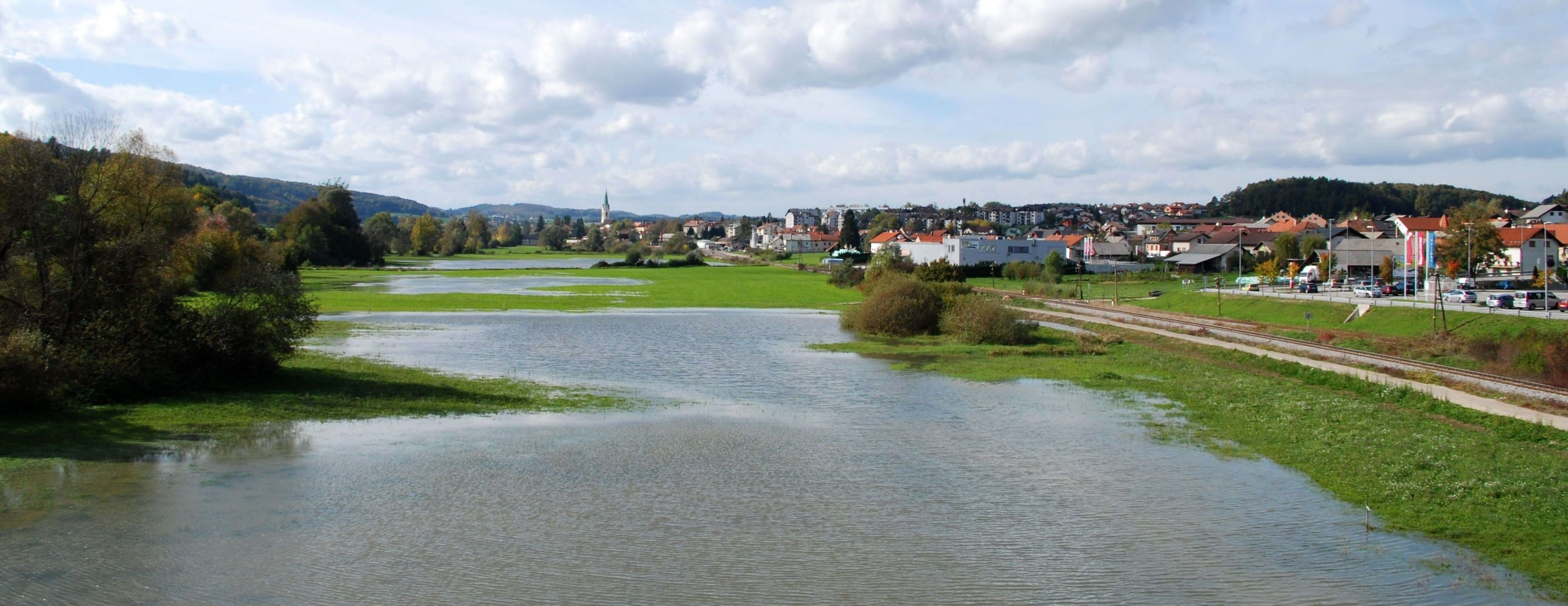
Zona inundada desde Temenica hasta Trebnje

El río pasa dos veces por debajo de la superficie. Tiene su origen en la parte sur de las colinas de Sava. Se hunde por primera vez cerca de Dolenje Ponikve en varios agujeros.  Reaparece en el valle de Mirna Pec en el manantial Zijalo. Fluye por encima del suelo hasta un agujero cerca de Gorichka Vas, donde se hunde por segunda y última vez. La tercera y última fuente de Temenica se encuentra en Luknja, cerca de Prechni. Fluye a través del campo kárstico de Zalog y se une al río Krka como su mayor afluente . 
La longitud de Temenica es de 27 km,  y su longitud subterránea es de 1,75 km medidos en línea recta. 

## Citas
1. ↑  «Reka Temenica, Ribiška družina Novo mesto». www.rdnovomesto.si (en sl-SI). Consultado el 23 февруари 2021.
2. ↑  Rivers, longer than 25 km, and their catchment areas, Statistical Office of the Republic of Slovenia

- Datos: Q3444135
- Multimedia: Temenica / Q3444135